# Olympische Winterspiele 1992/Teilnehmer (Neuseeland)
| Gelbes Symbol für Goldmedaillen mit stilisierten Olympischen Ringen | Graues Symbol für Silbermedaillen mit stilisierten Olympischen Ringen | Braundes Symbol für Bronzemedaillen mit stilisierten Olympischen Ringen |
| ------------------------------------------------------------------- | --------------------------------------------------------------------- | ----------------------------------------------------------------------- |
| —                                                                   | 1                                                                     | —                                                                       |

Neuseeland nahm an den Olympischen Winterspielen 1992 im französischen Albertville mit sechs Sportlern, eine Frau und fünf Männer, teil.

## Flaggenträger
Der Shorttracker Christopher Nicholson trug die Flagge Neuseelands während der Eröffnungsfeier im Parc Olympique.

## Medaillengewinner

### Silber
- Annelise Coberger – Slalom

## Teilnehmer nach Sportarten

### Ski Alpin
Männer
- Simon Lyle Wi Rutene
Super-G: Platz 42
Riesenslalom: Platz 28
Slalom: DNF

Frauen
- Annelise Coberger
Slalom:  Silber

### Shorttrack
Männer
- Christopher Nicholson
1000 Meter: Vorrunde
5000 Meter Staffel: 4. Platz

- Mike McMillen
1000 Meter: 4. Platz
5000 Meter Staffel: 4. Platz

- Andrew Nicholson
5000 Meter Staffel: 4. Platz

- Tony Smith
5000 Meter Staffel: 4. Platz